# Сали Форест
Сали Форест (на английски: Sally Forrest), родена Катрин Фини (на английски: Katherine Feeney) е американска филмова, театрална и телевизионна актриса от 1940-те и 1950-те. Тя учи танци от ранна възраст и веднага след гимназията подписва договор с Metro-Goldwyn-Mayer.
Родена е в Сан Диего. Нейният баща е офицер от Военноморските сили на САЩ. По-късно той и жена му стават учители по танци, където дъщеря им се научава да танцува. Сали Форест сключва брак с Майло Франк през 1951 г. Те нямат деца. Остават женени до неговата смърт през 2004 г. Тя умира от рак през 2015 г.